# I Love Jan Lundgren Trio
I Love Jan Lundgren Trio är ett musikalbum från 2013 med jazztrion Jan Lundgren Trio. Medlemmarna är Jan Lundgren, Mattias Svensson och Zoltan Csörsz. Inspelningen gjordes helt analogt i studio 3 hos Sveriges Radio av Gert Palmcrantz, Eric Palmcrantz och Fredrik Möller med 2 Didrik de Geer mikrofoner direkt till en Studer A 807 rullbandspelare och producerades av Eric Palmcrantz. Omslaget fotograferades av Daniel Olsén. Albumet är producerat i en limiterad upplaga om 1000 ex, 180 g vinyl, utgivet på Buben (BUBLP003) med digital distribution av Figaro Music and Media Group. 

## Låtlista
Sida A
1. The Poet (Jan Lundgren) – 6:15
2. Garden of Delight (Jan Lundgren) – 4:45
3. Can You Please (Mattias Svensson) – 5:05
4. The Magic Stroll (Jan Lundgren) – 5:38

Sida B
1. Hidden Truth (Jan Lundgren) – 6:53
2. Almas vaggvisa (Jan Lundgren) – 3:45
3. Chega de Saudade - No More Blues (Antônio Carlos Jobim) – 4:52
4. Jive Master M (Trad. arr. Jan Lundgren) – 5:04

## Medverkande
- Jan Lundgren – piano
- Mattias Svensson – bas
- Zoltan Csörsz – trummor